# Matthäus Klein
Matthäus Klein (* 18. Dezember 1911 in Bettingen; † 2. Februar 1988 in Ost-Berlin) war ein deutscher marxistischer Philosoph und Vizepräsident der Urania.

## Leben und Werk
Der Sohn eines Bauern besuchte das Gymnasium in Wertheim, wo er 1931 das Abitur machte. Danach studierte er evangelische Theologie in Greifswald, Heidelberg und Erlangen. Nachdem er seinen Dienst als Pfarrer angetreten hatte, wurde er in die Wehrmacht eingezogen, wo er als Unteroffizier diente. 1941 geriet er in sowjetische Kriegsgefangenschaft und wurde dort 1943 Mitbegründer und Mitglied des Nationalkomitee Freies Deutschland, in dem er sich als Mitglied im Arbeitskreis für kirchliche Fragen engagierte und Mitglied der Redaktion des Senders „Freies Deutschland“ war. Aufgrund seiner Propagandaeinsätze an der Front wurde er vom Reichskriegsgericht in Abwesenheit wegen Hochverrats zum Tode verurteilt.
Nach dem Krieg trat er der KPD bei und wirkte beim Aufbau des Berliner Rundfunks u. a. als Nachrichtensprecher mit, wo er Leiter der Personalabteilung wurde. 1947 wurde er Lehrer für Philosophie an der Parteihochschule „Karl Marx“ beim ZK der SED und war ab 1950 Dozent für Gesellschaftswissenschaften an der Universität Jena. Seine Hauptforschungsgebiete waren die Geschichte der marxistischen Philosophie, Persönlichkeitstheorie, Ethik und Humanismus. 1977 wurde Klein emeritiert.
Von 1951 bis 1962 war er Professor am Institut für Gesellschaftswissenschaften beim ZK der SED und dessen stellvertretender Leiter. Von 1962 bis 1973 war er stellvertretender Direktor des Zentralinstituts für Philosophie der Deutschen Akademie der Wissenschaften.
Von 1956 bis 1960 war er auch Chefredakteur der Deutschen Zeitschrift für Philosophie. Außerdem war er Mitglied des Redaktionskollegiums der theoretischen SED-Zeitschrift Einheit. 1961 wurde Klein mit einer Dissertation zur Rolle des gesellschaftlichen Bewusstseins zum Dr. phil. promoviert. Er war Mitbegründer der Urania und von 1954 bis 1976 deren Vizepräsident.
Kleins Urne ist auf dem Zentralfriedhof Friedrichsfelde in der Gräberanlage für Opfer des Faschismus und Verfolgte des Naziregimes beigesetzt.

## Ehrungen in der DDR
- Ehrendoktorat der Universität Jena 1977
- Vaterländischer Verdienstorden in Gold (1965)
- Ehrenspange zum Vaterländischen Verdienstorden in Gold (1981)
- Karl-Marx-Orden (1986)

## Schriften (Auswahl)
- mit Günter Heyden, Alfred Kosing (Hg.): Philosophie des Verbrechens. Gegen die Ideologie des deutschen Militarismus; Gemeinschaftsarbeit des Lehrstuhls Philosophie am Institut für Gesellschaftswissenschaften beim ZK der SED, VEB Deutscher Verlag der Wissenschaften Berlin 1959.
- mit Manfred Buhr: Oktoberrevolution. Grundanliegen der Menschheit: Humanismus, Menschenrechte, Frieden, Akademie-Verlag Berlin 1967.
- mit Götz Redlow: Warum eine wissenschaftliche Weltanschauung?, Dietz-Verlag Berlin 1973.
- Zur Geschichte der marxistisch-leninistischen Philosophie in Deutschland. Teil 1: Von ihren Anfängen bis zur Grossen Sozialistischen Oktoberrevolution, 2 Halbbände Dietz-Verlag Berlin 1969; Teil 2: Zur Geschichte der marxistisch-leninistischen Philosophie in der DDR, Dietz-Verlag Berlin 1979.